# Natura 2000-område nr. 122 Store Øresø, Sortesø og Iglesø
Natura 2000-område nr. 122 Store Øresø, Sortesø og Iglesø består af 3 adskilte arealer i Munkebjerg- og Gærup Skov i "De Fynske Alper" tæt på Fåborg. Området er et randmorænelandskab som er præget af en næringsfattig jordbund. Natura 2000-området har i alt et areal på 16 hektar og de tre områder udgør sammen habitatområde H 106.

## Områdebeskrivelse
Store Øresø er en lavvandet sø med et areal på 6,5 hektar og er en forholdsvis næringsrig sø, der er omgivet af udstrakte elle- og askeskove, som delvis er opstået på gammel søbund i forbindelse med en sænkning af søens vandstand og dels ved tilgroning af lysåbne rigkær og kildevæld.
Sortesø er en lille, forholdsvis dyb sø med et areal på 1,2 ha. Den er en næringsfattig og brunvandet sø, som er en meget sjælden naturtype på Fyn. Søen omgives af en bræmme af hængesæk og skovbevokset tørvemose, hvor der findes en del plantearter
tilknyttet næringsfattige moser. Ligeledes findes mange sjældne svampearter i området.
Iglesø er en lille mose, en hængesæk udviklet ud fra en næringsfattig sø, og mosen er antagelig under udvikling mod en egentlig højmose. Iglesø indeholder mange plantearter, der er karakteristiske for næringsfattige mosetyper

## Naturbeskyttelse
Natura 2000-området består af Habitatområde nr. H106 og
ligger i Faaborg-Midtfyn Kommune i Vandområdedistrikt Jylland og Fyn og Vandområdedistrikt Sjælland i vandplanopland Vandplan 1.13 Odense Fjord 
Store Øresø blev landskabsfredet i 1960 med forbud mod opførelse af bygninger i skovene omkring søen. Fredningen blev tilbudt af søens ejere i slutningen af 1950’erne 

## Eksterne kilder og henvisninger
1. ↑  "Vandplan 1.13 Odense Fjord" (PDF). Arkiveret fra originalen (PDF) 31. oktober 2017. Hentet 30. juni 2018.
2. ↑  Om fredningen på fredninger.dk

- Kort over området på miljoegis.mim.dk
- Naturplanen Arkiveret 30. juni 2018 hos  Wayback Machine
- Basisanalysen 2016-21 Arkiveret 30. juni 2018 hos  Wayback Machine